# Colonne de Pierre IV
La colonne de Pierre IV (en portugais : Coluna de Don Pedro IV) est un monument au roi Pierre IV du Portugal et des Algarves, situé au centre de la place Rossio à Lisbonne. Le monument a été érigé en 1870.

## Histoire et description

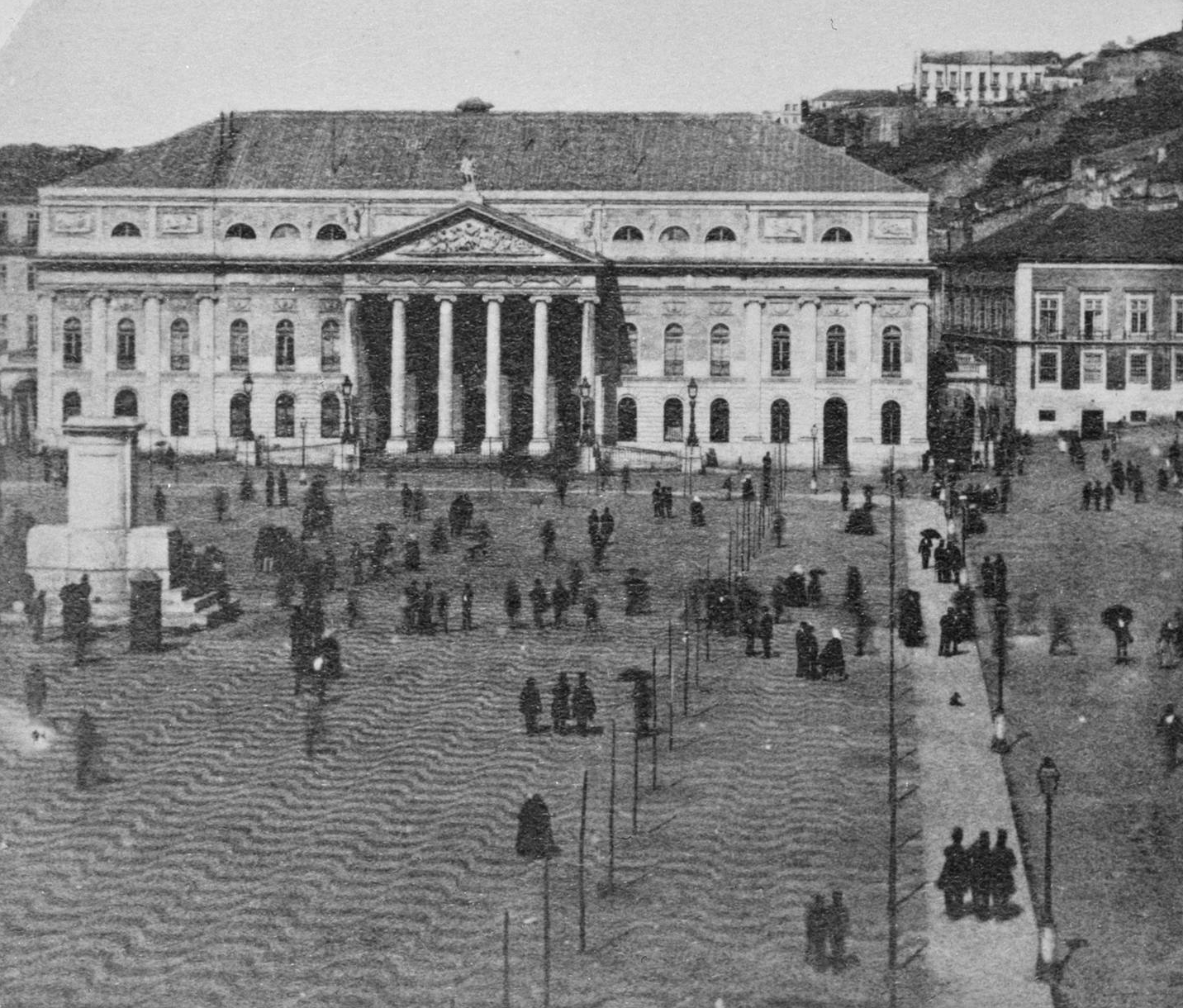
Le premier monument au roi Pierre IV, appelé " o galheteiro " par les Lisboètes, dans une photographie de 1860.

Le roi Jean VI fit construire un monument à la Constitution en 1821 à l'endroit où se dresse aujourd'hui la colonne, qui fut rase deux ans plus tard par le même roi, après que l'infant Michel du Portugal (soutenu par la reine Carlota Joaquina) eut mené avec succès une contre-révolution à rétablir la monarchie absolue.
Un premier monument au roi Pierre IV est érigé en 1852, dont la reine Marie II (fille du roi Pierre) pose la première pierre. Le monument se composait simplement d'un piédestal, que les Lisboètes appelaient « o galheteiro » (« la burette ») en raison de sa forme disgracieuse. Ce monument primitif a été démoli en 1864, après avoir servi de socle à une statue provisoire d'Hyménée lors des cérémonies de mariage du roi Pierre V en 1858 et du roi Louis Ier en 1862.
La statue de marbre actuelle a été érigée au sommet d'une colonne de 23 mètres en 1870. La statue est celle de Pierre IV, roi du Portugal, qui fut aussi le premier empereur du Brésil, sous le nom de Pierre Ier. Sa statue de bronze se dresse au sommet d'une grande colonne d'ordre corinthien, le représentant dans un uniforme de général et un manteau royal, sa tête couronnée de lauriers, et tenant la Charte constitutionnelle de 1826 dans sa main droite. À la base de la colonne se trouvent les quatre figures allégoriques féminines de la Justice, de la Sagesse, de la Force et de la Modération, qualités attribuées au Roi.
Il existe une légende urbaine selon laquelle la statue au sommet de la colonne du roi Pedro IV avait en fait été conçue à l'origine pour l'empereur Maximilien Ier du Mexique. Comme l'empereur mexicain a été abattu en 1867, peu avant l'achèvement de la statue, on dit que la statue a ensuite été achetée pour l'embellissement de la place Rossio. Plusieurs historiens, comme José Augusto, ont prouvé que cette légende urbaine était incorrecte, soulignant les détails de la statue qui symbolisent clairement le roi portugais, comme les armoiries portugaises sur les boutons, le collier de l'Ordre de la Tour et de l'Epée, et la Charte constitutionnelle de 1826, rédigée par Pierre lui-même.